# Емерит
Емери́т (лат. emeritus, «заслужений») — відставний, почесний  науковець, священник, військовий, викладач вищого навчального закладу тощо. Почесне звання людини, яка після відходу із значної посади, як правило за віком, користується перевагами посади чи професії, може продовжити свою діяльність, але не має обов'язків служби або праці за платню. Наприклад, професор університету або церковний діяч на знак визнання його визначних заслуг. 
Переваги можуть бути різного характеру залежно від рангу та установи. Коли такий почесний співробітник ще активний, його поради та участь часто все ще цінуються у прийнятті рішень. Термін використовується також для диригентів оркестру, які мали визначну роль у його формуванні і їм, наприклад, присвоєне їхнє ім'я. В Україні на території Галичини до середини XX століття слово «емерит» було синонімічне слову «пенсіонер». Нині цей термін практично не вживається в повсякденному лексиконі українців.

## Університет
Емерит — професор чи викладач вищого навчального закладу, який у зв'язку з похилим віком звільнений від виконання своїх щоденних обов'язків. Статус емерита не рівнозначний статусу пенсіонера. У той час, як професор чи викладач, який вийшов на пенсію, повністю звільняється від виконання своїх службових обов'язків, емерит продовжує частково виконувати свою роботу, зокрема наукову, бере участь у службових поїздках. Після емеритації професор або викладач зазвичай втрачає свої адміністративні посади в управлінні університетом або факультетом, але продовжує очолювати або вести наукові дослідження, керувати науковими роботами на освітній ступінь магістра або науковий ступінь доктора філософії, консультувати чи рецензентувати дисертаційні роботи на науковий ступінь доктора наук, може бути членом академічних (але не державних) екзаменаційних комісій, працювати експертом для судів і прокуратури тощо.

## Церква
Емерит — католицький або протестантський священник, який у зв'язку з похилим віком звільнений від виконання своїх щоденних обов'язків згідно церковному сану.

## Історичні визначення

### Стародавній Рим
Емери́т (лат. emeritus, emeriti) — у римській армії ветеран, який звільнився зі служби після її повного завершення (20 років для легіонерів і 16 років для преторіанців). Зазвичай нагороджувався за заслуги маєтком у провінціях Римської республіки або згодом імперії.

### Російська імперія
Емеритура — в Російській імперії грошова допомога, спеціальна пенсія, що видавалася увільненим у відставку державним службовцям з емеритальної каси, кошти якої складалися з обов'язкових відрахувань від платні державних службовців. У широкому розумінні — пенсія.